# Alchemilla pseudovenusta
Alchemilla pseudovenusta é uma espécie de rosácea do gênero Alchemilla, pertencente à família Rosaceae.